# Stylaster sanguineus
Stylaster sanguineus is een hydroïdpoliep uit de familie Stylasteridae. De poliep komt uit het geslacht Stylaster. Stylaster sanguineus werd in 1850 voor het eerst wetenschappelijk beschreven door Valenciennes in Milne Edwards & Haime. 